# Julia Faure
Julia Faure (* 13. února 1977) je francouzská herečka. Vystudovala pařížskou konzervatoř Conservatoire national supérieur d'art dramatique. V roce 2001 byla neúspěšně nominována na cenu Prix Michel-Simon (za film Sauvage innocence). Za svou roli ve filmu Znovu zamilovaná byla v roce 2013 nominována na Césara pro nejslibnější herečku.

## Filmografie (výběr)
- Sauvage innocence (2001)
- Vadí nevadí (2003)
- Jeux d'enfants (2003)
- Process (2004)
- Les invisibles (2005)
- Neřízená střela (2006)
- An Organization of Dreams (2009)
- Znovu zamilovaná (2012)
- Océan (2013)
- Pauza (2014)
- A coup sûr (2014)
- Les Naufragés (2015)
- Tvář spravedlnosti (2016)
- Tout de suite maintenant (2016)
- Vše, co nás odděluje (2017)
- Le Daim (2019)